# 1410 هـ
1410 هـ هي سنة في التقويم الهجري امتدت مقابلةً في التقويم الميلادي بين سنتي 1989 و1990.

## أحداث
- تأسيس نادي المنطقة الشرقية الأدبي

## مواليد
- فريد الحربي
- أحمد مجدي (لاعب كرة قدم مواليد 1989)
- حيدر العبد الله
- خلود عيسى
- ذي يزن بن هيثم آل سعيد
- محمد المؤمن

## وفيات
- أحمد بن عبد اللطيف اليحيى
- حسن مير خاني
- حسنين محمد مخلوف
- صالح بن إبراهيم البليهي
- صلاح أبو إسماعيل
- عبد الله بن إبراهيم الأنصاري
- فتحي سعيد
- محمد ياسين الفاداني
- مرتضى الفيروزآبادي
- نزار الحنبلي
- يوسف شانج
- حسن فتحي
- عبد الله عزام
- عمر أبو ريشة